# 多線染色體
多線染色體（英語：polytene chromosome）又稱巨大染色體、多絲染色體，是雙翅目昆蟲等生物細胞採用特殊的細胞週期，進行多次DNA複製卻無細胞分裂所產生的大型染色體結構，因由許多絲線狀的染色體臂組成而得名，每條染色體臂均包括上千條DNA分子。多線染色體最早於1881年在搖蚊唾腺細胞中發現，後續研究也在多種動物、植物細胞中發現，且形態因物種而異。此染色體結構可用光學顯微鏡觀察，其上條帶可用於繪製基因圖譜，且其上有蓬突結構（puff）可直接觀測基因表現，是過去染色體研究中相當重要的生物模型。

## 發現歷史

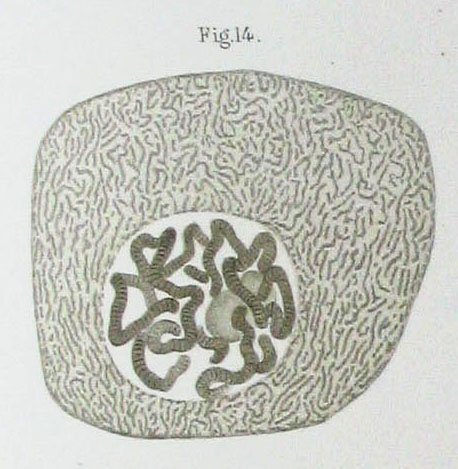
搖蚊屬物種唾腺細胞中的多線染色體

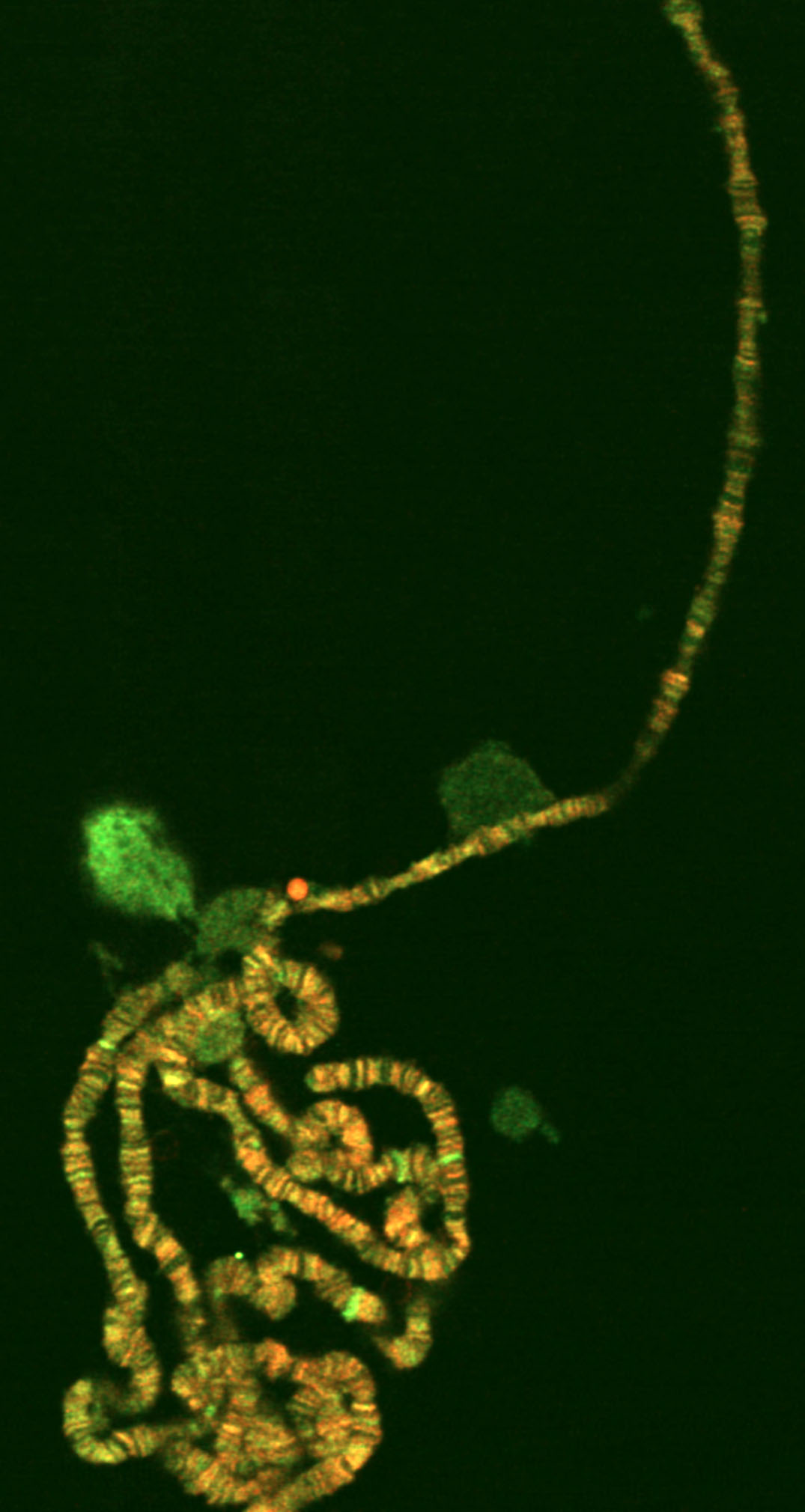
果蠅的多線染色體

多線染色體最早於1881年由法國昆蟲學家愛德華-傑拉德·巴比亞尼在搖蚊唾腺細胞中發現，巴比亞尼將此結構命名為永久性染色質紐（permanent spireme），1890年他也在纖毛蟲Loxophyllum meleagris中發現類似結構。1933年德國生物學家埃米爾·海茲又在數種果蠅的唾腺、中腸、馬氏管與腦部組織中觀察到此結構，並發現其上具有條帶，數個月後美國動物學家費洛普勒·皮特也獨立發現了此構造，海茲因此指控皮特忽視其研究成果。1935年美國遺傳學家赫尔曼·约瑟夫·马勒提出染色體上的條帶即是一或數個基因，同年英國植物學家P. C. 科勒（P. C. Koller）因此結構與減數分裂前期粗線期的染色體結構相似但分支較多而將其命名為「polytene chromosome」（意即多線染色體），但他本人更偏好「multiple threads chromosome」之稱。

## 生物類群
果蠅屬、搖蚊屬、黑翅菌蠅屬等雙翅目昆蟲唾腺細胞中的多線染色體是被研究最多者，此外果蠅的滋養細胞與卵泡細胞、彈尾目（與昆蟲同屬節肢動物）、纖毛蟲、哺乳類（大鼠、小鼠與人類）胚胎滋胚層細胞以及一些被子植物的花藥絨氈層、子葉、胚乳、胚柄和反足細胞中均有發現多線染色體。有學者提出基因組較小的生物較有形成多線染色體的傾向，如雙翅目昆蟲即是動物中基因組較小者，形成多線染色體的菜豆属、鼻花属和旱金蓮屬等也是植物中基因組較小的類群。

## 結構
多線染色體為細胞多次進行DNA複製而無細胞分裂的結果，與一般細胞的細胞週期不同，僅具間期與S期而沒有M期，過程中核膜與核仁均保持完好，且姊妹染色體複製後仍保持相連。多線染色體一般存在於間期的細胞中，雙翅目昆蟲唾腺細胞中組成多線染色體的每條臂寬約20微米，長約0.5毫米，約為中期染色體長度的100倍，每條臂都是由上千條DNA組成，即約十次DNA複製的產物，同源染色體一般會緊密地互相配對（somatic synapsis），但部分區域可能有分開（asynapsis）的情形，此配對可造成基因轉應，即一個染色體上的基因調控序列影響其同源染色體上同基因表現的機制。以果蠅唾腺的多線染色體為例，可見六條明顯的染色體，分別為X染色體、二號染色體右臂、二號染色體左臂、三號染色體右臂、三號染色體左臂與四號染色體。不同物種的多線染色體型態可能有所差異，例如果蠅多線染色體中六條染色體均相連於染色中心（chromocentre）一點，溪流摇蚊的各條多絲染色體則是互相分離，不相連於一點；另外彈尾目與植物的多線染色體一般不像雙翅目昆蟲有同源染色體配對的現象。
多線染色體上因各區域DNA包裹鬆緊程度和蛋白質組成不同而可見許多條帶，經細胞核染劑染色後有些區域色較深，稱為暗帶（dark band）；暗帶間顏色較淺的區域則稱為間帶（interband），兩者基因性質的差別曾為此領域的研究熱點，果蠅的多線染色體上即有3500至5000個條帶，一個大小中等的條帶約長30kbp。此外多線染色體上還會形成局部蓬鬆的結構蓬突（puff），即為基因表現（轉錄）旺盛的區域，透過觀察蓬突的結構即可在顯微鏡下直接觀測基因表現的變化，1960年代有研究人員發現在蛻皮酮刺激下多線染色體上出現許多新的蓬突，顯示蛻皮酮可促進某些基因的表現。

## 功能
昆蟲具有多線染色體的組織大多為分泌器官，在簡化細胞週期、不進行細胞分裂的前提下快速複製DNA，可較有效率地發育形成具分泌功能的組織，多線染色體可能是細胞對於昆蟲幼蟲大量進食、快速生長並為變態儲備能量的成長型態之適應。

## 應用
多線染色體因外型巨大、可以在光學顯微鏡下觀察，而曾在細胞遺傳學研究中被用作重要的生物模型。果蠅多線染色體上已有數百個基因的圖譜被建立，在顯微鏡下觀察其形態與條帶即可觀測到許多基因的基因型，且能觀察到刪除、倒位、易位等許多突變造成的結構改變，還能藉由蓬突的變化觀測基因表現。此外多線染色體還有其他功能，例如其形態可用於鑑別數種外形難以區分的搖蚊幼蟲，且果蠅唾腺多線染色體的製備與觀察也是遺傳學課程中常見的實驗內容。

## 註腳
1. ↑  具體條數因物種而異，少數案例中為上萬條，極端案例為被黑翅菌蠅核多角病毒（英语：Nuclear Polyhedrosis Virus）（Rhynchosciara polyhedrosis virus）感染的黑翅菌蠅，多線染色體上的DNA可高達100萬條，長至1公分[16][17]。
2. ↑  其中四號染色體較小，需多線染色體完整展開才能觀察[15]